# Chevrolet Spark M400
Der Chevrolet Spark (interne Typbezeichnung M400) ist ein Kleinstwagen des US-amerikanischen Herstellers General Motors, der zwischen 2015 und 2022 als Nachfolger des Chevrolet Spark M300 erhältlich war. Das Fahrzeug wurde bei GM Korea entwickelt und wurde unter verschiedenen Marken weltweit verkauft. In Europa war es als Opel Karl und als Vauxhall Viva auf dem Markt. In Australien wurde es bis zur Einstellung der Marke als Holden Spark verkauft. In Vietnam wurde er von Vinfast montiert und als Vinfast Fadil verkauft. Ende August 2022 endete die Produktion ohne Nachfolgemodell.

## Geschichte
Vorgestellt wurde der Kleinstwagen auf der New York International Auto Show (NYIAS) im April 2015. Auf einigen Märkten (z. B. Mexiko) wurde der Spark M400 parallel zum Spark M300, der 2017 ein umfassendes Facelift erhielt, verkauft, auf anderen ersetzte er den M300 vollständig (z. B. USA).
2018 erhielt der Spark M400 ein Facelift.

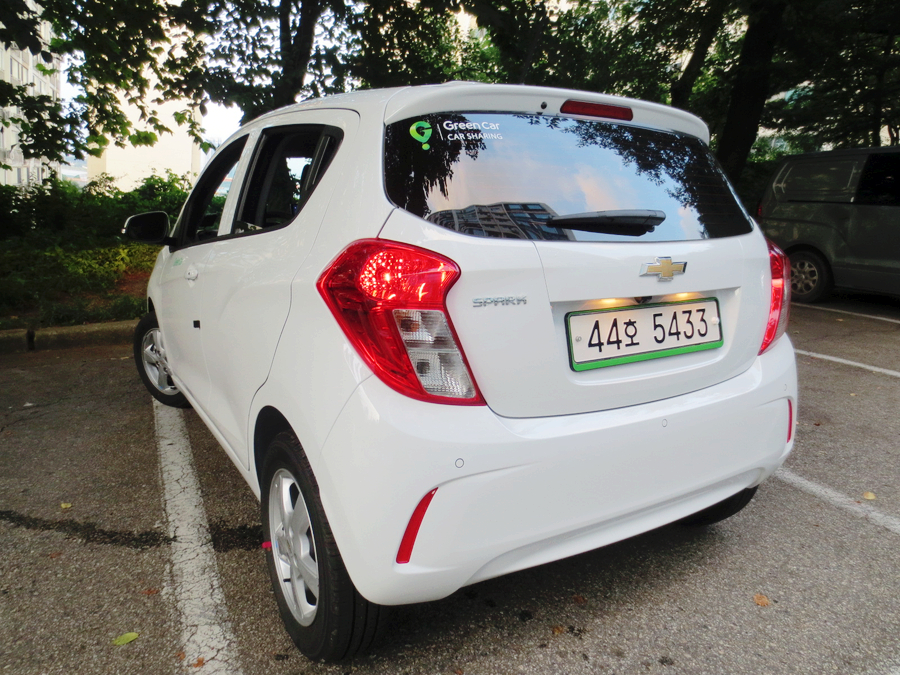
Heckansicht (2015–2018)
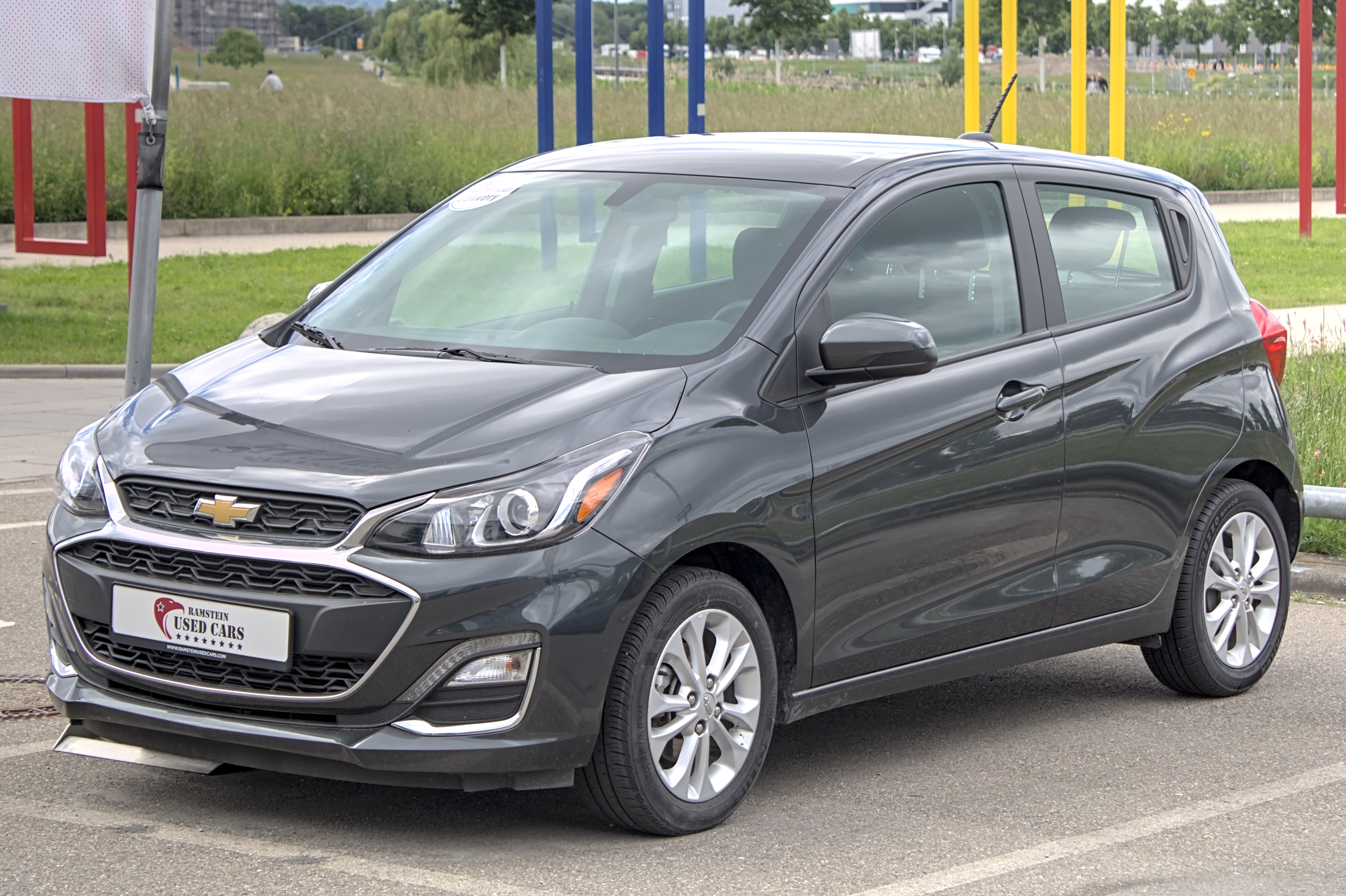
Chevrolet Spark (2018–2022)
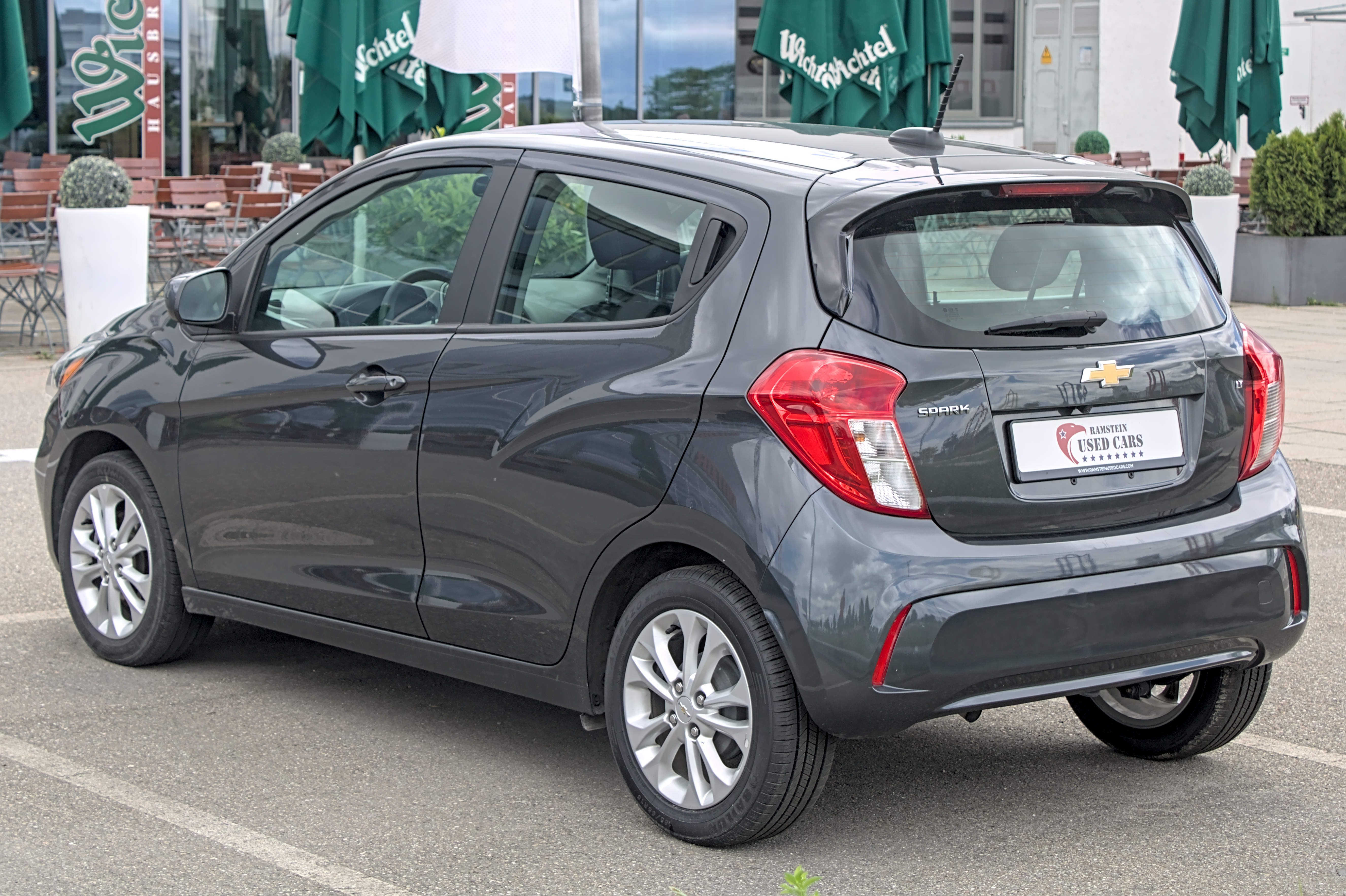
Heckansicht

## Antrieb
In Südkorea wurde der Spark mit einem 1,0-Liter-Reihendreizylinder-Ottomotor, der eine maximale Leistung von 55 kW hat, angeboten. Er war wahlweise mit einem Fünfgang-Schaltgetriebe oder einem „C-TECH“ genannten Automatikgetriebe verbunden. Am nordamerikanischen Markt gab es einen maximal 98 PS leistenden 1,4-Liter-Reihenvierzylinder-Ottomotor, der mit einem Fünfgang-Schaltgetriebe oder einem stufenlosen Getriebe seine Leistung an die Räder überträgt. Unabhängig vom Motor werden die Vorderräder angetrieben.

## Technische Daten
Quellen:
|                                            | 1.0 Ecotec               | 1.4 Ecotec            |
| ------------------------------------------ | ------------------------ | --------------------- |
| Markt                                      | Südkorea                 | Nordamerika, Israel   |
| Bauzeitraum                                | 2015–2022                | 2015–2022             |
| Motorkenndaten                             |                          |                       |
| Motorart                                   | Ottomotor                | Ottomotor             |
| Motorbauart                                | R3                       | R4                    |
| Hubraum                                    | 999 cm³                  | 1399 cm³              |
| max. Leistung bei min−1                    | 55 kW (75 PS) / 6500     | 73 kW (99 PS) / 6200  |
| max. Drehmoment bei min−1                  | 95 Nm / 4400             | 127 Nm / 4400         |
| Kraftübertragung                           |                          |                       |
| Antrieb, serienmäßig                       | Vorderradantrieb         | Vorderradantrieb      |
| Getriebe, serienmäßig                      | 5-Gang-Schaltgetriebe    | 5-Gang-Schaltgetriebe |
| Getriebe, optional                         | 5-Gang-Automatikgetriebe | Stufenloses Getriebe  |
| Messwerte                                  |                          |                       |
| Höchstgeschwindigkeit                      | k. A.                    | 179 km/h              |
| Beschleunigung, 0–100 km/h                 | k. A.                    | 12,6 s                |
| Kraftstoffverbrauch auf 100 km, kombiniert | k. A.                    | 5,5 l Super           |
| Tankinhalt                                 | 32 l                     | 32 l                  |